# 莫图里基岛
莫图里基岛是斐济洛迈维蒂群岛的一座岛屿。它的面积为10.9平方公里。与东北方的奥瓦劳岛邻近。它可能是古代的图伊普洛图帝国的发源地。
这个岛屿大约有700名斐济人（2007年数据）居住，分布在沿海的10个村庄：达库、纳伊卡贝卡贝、纳索武基、纳塞萨拉、纳武提、尼乌巴萨加、萨武纳、乌卢伊保、雅努卡和瓦瓦。
'莫图里基岛上的村庄一直面临着疾病爆发，包括伤寒，主要是由于缺乏安全的饮用水。有时，需要通过船只大规模运输清洁水源，然后由车辆和手推车分发。